# Danny Everett
Daniel Joseph „Danny” Everett (Van Alstyne, Texas, 1966. november 1. –) amerikai atléta, 4 × 400 méteres férfi váltófutásban olimpiai és világbajnok, egyéniben 400 méteres síkfutásban olimpiai és világbajnoki bronzérmes. Aktív sportolói pályafutása végeztével atlétikai edzőként dolgozik Los Angelesben.

## Atlétikai pályafutása
Testfelépítését tekintve 187 cm magas és 64 kg súllyal versenyzett. Az 1987-es atlétikai világbajnokságon szerezte első kiemelkedő eredményét, amikor a 4 × 400 méteres síkfutóváltó tagjaként aranyérmes lett. Ezután 21 éves korában részt vett az 1988. évi nyári olimpiai játékokon Szöulban, ahol 400 méteres síkfutásban egyéni bronzérmet szerzett, míg csapatban a 4 × 400 méteres váltó tagjaként ért el a csúcsra, és olimpiai bajnok lett. Az 1991-es atlétikai világbajnokságon 400 méteres síkfutásban egyéni harmadik helyezést ért el Tokióban, honfitársa, Antonio Pettigrew és a brit Roger Black mögött, a 4 × 400 méteres váltó tagjaként ezüstérmet szereztek.
1992-ben a New Orleansban megrendezett U.S. Olympic Trials versenyen 400 méteres síkfutásban kiemelkedő, 43,81 másodperces eredményt ért el, ami a második leggyorsabb idő volt a verseny történetében. Az elért eredménye alapján győzelmi esélyesként utazhatott Barcelonába az 1992. évi nyári olimpiai játékokra, de megsérült és emiatt nem tudott érmet szerezni. Sportolói pályafutásának befejezése után Dél-Kaliforniában telepedett le, és atlétikai edzőként dolgozik tovább.